# Guatteria oligocarpa
Guatteria oligocarpa este o specie de plante angiosperme din genul Guatteria, familia Annonaceae, descrisă de Carl Friedrich Philipp von Martius. Conform Catalogue of Life specia Guatteria oligocarpa nu are subspecii cunoscute.